# Estádio Vermelhão da Serra
O Estádio RazaoInfo Vermelhão da Serra é um estádio de futebol brasileiro, localizado na cidade de Passo Fundo, no estado do Rio Grande do Sul. 
Com capacidade aproximada para 20.000 espectadores, o Vermelhão é o 6º maior estádio do Rio Grande do Sul, e o 4º maior do interior gaúcho. 
Começou a ser construído em 1964 pelo GER 14 de Julho e foi inaugurado no dia 9 de fevereiro de 1969, na terceira rodada do Campeonato Gaúcho, partida entre 14 de Julho e Aimoré de São Leopoldo, vitória do 14 de Julho pelo placar de 2 a 0. 
O primeiro gol no estádio foi marcado por Mariotti. Com o fim do 14 de Julho o estádio passou a ser do Esporte Clube Passo Fundo, e o seu maior público foi de 20.835 pessoas, na partida Passo Fundo 1 a 2 Grêmio-RS em 20 de maio de 2000.